# Fansjön
Fansjön är en sjö i Norrtälje kommun i Uppland och ingår i Skeboåns huvudavrinningsområde. Sjön är 6,4 meter djup, har en yta på 0,581 kvadratkilometer och är belägen 14,1 meter över havet.

## Delavrinningsområde
Fansjön ingår i det delavrinningsområde (664325-165369) som SMHI kallar för Utloppet av Fansjön. Medelhöjden är 22 meter över havet och ytan är 8,49 kvadratkilometer. Räknas de 4 avrinningsområdena uppströms in blir den ackumulerade arean 20,53 kvadratkilometer. Söderängsån som avvattnar avrinningsområdet har biflödesordning 3, vilket innebär att vattnet flödar genom totalt 3 vattendrag innan det når havet efter 28 kilometer. Avrinningsområdet består mestadels av skog (86 procent). Avrinningsområdet har 0,62 kvadratkilometer vattenytor vilket ger det en sjöprocent på 5,2 procent. Bebyggelsen i området täcker en yta av 0,19 kvadratkilometer eller 2 procent av avrinningsområdet.